# Nazionale maschile di baseball del Nicaragua
La nazionale maschile di baseball nicaraguense rappresenta il Nicaragua nelle competizioni internazionali, come il campionato mondiale di baseball organizzato dalla International Baseball Federation. Nel suo palmarès non vanta alcun titolo ma ha ottenuto diversi secondi e terzi posti ai Mondiali, ai Giochi Panamericani e in Coppa Intercontinentale, oltre che una partecipazione ai Giochi Olimpici.

## Piazzamenti

### Giochi olimpici
- 1984 : 5° (sport dimostrativo)
- 1996 : 4°

### World Baseball Classic
- 2006: non partecipante
- 2009: non partecipante
- 2013: non qualificata[1][2]
- 2017: non qualificata

### Campionato mondiale di baseball
- 1939 :  2°
- 1940 :  2°
- 1941 : 7°
- 1942 : non qualificata
- 1943 : non qualificata
- 1944 : 7°
- 1945 : 4°
- 1947 :  3°
- 1948 : 7°
- 1950 : 5°
- 1951 : 5°
- 1952 : 5°
- 1953 :  3°
- 1961 : 7°
- 1965 : 6°

- 1969 : 5°
- 1970 : 8°
- 1971 :  3°
- 1972 :  3°
- 1973 :  2°
- 1974 :  2°
- 1976 : 4°
- 1978 : 5°
- 1980 : non qualificata
- 1982 : non qualificata
- 1984 : 7°
- 1986 : non qualificata
- 1988 : 7°
- 1990 :  2°

- 1994 : 4°
- 1998 :  3°
- 2001 : 9°
- 2003 : 5°
- 2005 : 6°
- 2007 : non qualificata
- 2009 : 11°
- 2011 : 14°

### Coppa Intercontinentale
- 1973: 4°
- 1975:  3°
- 1977: 4°
- 1979: 4°
- 1981: non qualificata
- 1983: 6°

- 1985: 7°
- 1987: 7°
- 1989:  3°
- 1991:  3°
- 1993: 4°
- 1995:  3°

- 1997: 5°
- 1999: non qualificata
- 2002: non qualificata
- 2006: non qualificata
- 2010: 7°

### Giochi Panamericani
- 1951: 4°
- 1955: non partecipante
- 1959: 7°
- 1963: non partecipante
- 1967: non partecipante
- 1971: 4°
- 1975: non partecipante
- 1979: non partecipante
- 1983:  2°
- 1987: 5°

- 1991: non qualificata
- 1995:  2°
- 1999: 5°
- 2003: 4°
- 2007:  3°
- 2011: non qualificata
- 2015: 6°
- 2019:  3°

### Giochi centramericani e caraibici
- 1935:  2°
- 1938:  3°
- 1950:  3°
- 1978:  2°
- 1998:  2°
- 2002: 4°
- 2010:  3°
- 2014:  2°
- 2018: 5°